# Marcei
Marcei è un comune francese soppresso e frazione del dipartimento dell'Orne nella regione della Normandia. Dal 1º gennaio 2015 si è fuso con i comuni di Saint-Christophe-le-Jajolet, Saint-Loyer-des-Champs e Vrigny per formare il nuovo comune di Boischampré.

## Società

### Evoluzione demografica
Abitanti censiti